# HMS Africa (1905)
El último de los buques de nombre HMS Africa fue un acorazado pre-dreadnought de la Marina Real Británica; el acorazado fue construido en los astilleros de Chatham Dockyard, Inglaterra (las últimas clases de acorazados eran demasiado grandes para los astilleros). Era la penúltima nave de la Clase King Edward VII, siendo comisionado en 1905. 

## Historia
El HMS Africa estuvo inicialmente en la Flota del Atlántico, convirtiéndose posteriormente en la nave insignia del vicealmirante sir William Henry May, comandante de la 3ª y 4ª divisiones de la Home Fleet en agosto de 1911. Las naves de estas divisiones tenían una tripulación mínima permanente en la base, siendo completadas con reservistas en tiempo de guerra. Sin embargo, en mayo de 1912 los trajeron de nuevo a la 3ª Escuadrón de Batalla, que fue formada con los ocho acorazados de la clase King Edward VII. Estos eran conocidos como los “ocho Wobbly” a causa de la dificultad para navegar con ellos en curso recto. 
El teniente Charles Samson hizo el primer despegue británico de un aeroplano desde una plantaforma de madera construida sobre una de las torres de proa del HMS Africa el 10 de enero de 1912; en un hidroavión Short S. 38 , mientras que la nave estaba fondeada en el río Medway, en Sheerness, Inglaterra. 
El 3ª Escuadrón de Batalla fue parte de la Gran Flota en el inicio de la Primera Guerra Mundial. En 1917, entró en Gibraltar para reacondicionamiento, las armas de 152 mm de la cubierta principal fueron reubicadas una cubierta más arriba porque las armas originales se inundaban con mal tiempo. 
Fue vendido para desguace el 30 de junio de 1920.